# 周家坳站
周家坳站是一个京广线上的铁路车站，位于湖南省衡阳市珠晖区，目前为四等站，邮政编码为421002。目前不办理客运业务，货运仅办理专用线、专用铁道整车货物发到。，主要到发货品为木材、废钢。
车站建于1951年，当时设有2条股道；1984年修建衡广复线时易址，新站规模5条股道:284。目前车站设有6条股道，包括2条正线、2条到发线和2条货运线；衡柳铁路在该站上跨京广铁路。